# Comté de Clarke (Géorgie)
Pour les articles homonymes, voir Comté de Clarke.
Le comté de Clarke est un comté de Géorgie, aux États-Unis.
Son siège est Athens (Géorgie), qui est une ville-comté consolidée. Il est nommé d'après Elijah Clarke (en), héros de la guerre d'indépendance.

## Démographie
| 1810  | 1820  | 1830   | 1840   | 1850   | 1860   |
| ----- | ----- | ------ | ------ | ------ | ------ |
| 7 628 | 8 767 | 10 176 | 10 522 | 11 119 | 11 218 |

| 1870   | 1880   | 1890   | 1900   | 1910   | 1920   |
| ------ | ------ | ------ | ------ | ------ | ------ |
| 12 941 | 11 702 | 15 186 | 17 708 | 23 273 | 26 111 |

| 1930   | 1940   | 1950   | 1960   | 1970   | 1980   |
| ------ | ------ | ------ | ------ | ------ | ------ |
| 25 613 | 28 398 | 36 550 | 45 363 | 65 177 | 74 498 |

| 1990   | 2000    | 2010    | - | - | - |
| ------ | ------- | ------- | - | - | - |
| 87 594 | 101 489 | 116 714 | - | - | - |